# Élections régionales éthiopiennes de 2021
Les élections régionales éthiopiennes de 2021 ont lieu le 21 juin 2021. Initialement prévues pour le mois de mai 2020, elles sont repoussées du fait de la pandémie de Covid-19,,.